# Gladys Vergara
Gladys Elena Vergara Gavagnin (1928 - Montevideo, 5 de julio de 2016) fue una astrónoma y docente uruguaya, conocida por sus cálculos sobre eclipses en la época en que no lo hacían las computadoras, y en cuyo honor se nombró al asteroide (5659) Vergara.

## Biografía
Estudió Ciencias Físicas y Astronomía, en una época en que eran ámbitos inaccesibles para las mujeres. Formó parte de la primera generación de estudiantes del Departamento de Astronomía fundado por Félix Cernuschi en la Facultad de Humanidades y Ciencias.
En 1952, fue una de las fundadoras de la Asociación de Aficionados a la Astronomía.
Fue secretaria del Instituto Antártico Uruguayo.
El 18 de julio de 1968, los astrónomos chilenos Carlos Torres y S. Cofré, descubrieron, en la Estación Astronómica de Cerro El Roble, en Chile, un nuevo asteroide del cinturón principal que fue denominado provisionalmente como 1968 OA1. Luego del fallecimiento de Vergara, la Unión Astronómica Internacional (UAI) nombró a dicho asteroide como 5659 Vergara.
Vergara fue Secretaria del Consejo Directivo del Instituto Antártico Uruguayo, según la Resolución aprobada por la Primera Convención Nacional Antártica, celebrada en Montevideo entre el 24 y 27 de abril de 1970.
La dictadura de 1973 la cesanteó y quedó sin trabajo hasta la vuelta de la democracia en 1985.
Vergara fue profesora de Astronomía del Consejo de Educación Secundaria.
Trabajo en la Facultad de Ingeniería desde 1962 hasta noviembre del 2011, donde llegó a ser docente grado 5 y Directora del Instituto de Agrimensura. Asimismo fue Directora del Observatorio de Montevideo, profesora del Instituto de Agrimensura de Facultad de Ingeniería y profesora del Instituto Batlle y Ordóñez cuando era el Instituto Femenino.
Vergara incentivó a sus alumnas a comprar un telescopio refractor UNITRON de 10 cm que fue el utilizado para inaugurar el Observatorio del Instituto Femenino de Enseñanza Media, Instituto Batlle y Ordóñez (IBO), del que fuera una de las fundadoras en enero de 1976.
Fue una de las fundadoras del Comité Nacional de Astronomía de Uruguay.
En Facultad de Ingeniería fue compañera de la astrónoma y profesora Esmeralda Mallada, en cuyo homenaje se nombró al asteroide (16277) Mallada.
Falleció el 5 de julio de 2016 a los 87 años.

## Familia
Gladys Vergara fue hija de Margarita E. Gavagnin Crossa, directora fundadora de la Escuela Gran Bretaña en el Cerrito de la Victoria y de la escuela Peñarol.
Tuvo una única hija, Gladys Jacqueline Valois Vergara.